# Fort Liers
Fort Liers is een van de twaalf forten rond Luik opgericht voor de verdediging van de Belgische stad Luik in de late negentiende eeuw op initiatief van Belgische generaal Henri Alexis Brialmont. Het ligt ten noorden van Luik ten noordoosten van Liers. Het fort ligt echter op het grondgebied van de gemeente Juprelle.
Tegenwoordig wordt het fort gebruikt voor het testen van vliegtuigmotoren en is het fort niet te bezoeken.

## Kaart

De positie van het fort in de fortengordel.